# Franco Marvulli
Franco Marvulli (Zürich, 11 november 1978) is een Zwitsers voormalig profwielrenner. Hij was hoofdzakelijk actief als baanwielrenner.

## Overwinningen

### Zesdaagse
| Nr. | Jaar | Zesdaagse van      | Samen met                      |
| --- | ---- | ------------------ | ------------------------------ |
| 1   | 2001 | Grenoble           | Alexander Aeschbach            |
| 2   | 2003 | Grenoble           | Alexander Aeschbach            |
| 3   | 2003 | Moskou             | Alexander Aeschbach            |
| 4   | 2004 | Grenoble           | Alexander Aeschbach            |
| 6   | 2005 | Stuttgart          | Bruno Risi/Kurt Betschart      |
| 7   | 2006 | Grenoble           | Alexander Aeschbach            |
| 8   | 2006 | Fiorenzuola        | Marco Villa                    |
| 9   | 2006 | Maastricht         | Bruno Risi                     |
| 10  | 2006 | Zürich             | Bruno Risi                     |
| 11  | 2006 | Mexico             | Luis Hernández                 |
| 12  | 2006 | Aguascalientes     | Luis Hernández                 |
| 13  | 2007 | Zürich             | Bruno Risi                     |
| 14  | 2007 | Stuttgart          | Bruno Risi/Alexander Aeschbach |
| 15  | 2007 | Kopenhagen         | Bruno Risi                     |
| 16  | 2007 | Hasselt            | Bruno Risi                     |
| 17  | 2007 | Fiorenzuola        | Bruno Risi                     |
| 18  | 2007 | Dortmund           | Bruno Risi                     |
| 19  | 2007 | München            | Bruno Risi                     |
| 20  | 2007 | Zuidlaren          | Bruno Risi                     |
| 21  | 2008 | Zürich             | Bruno Risi                     |
| 22  | 2008 | Berlijn            | Bruno Risi                     |
| 23  | 2008 | Kopenhagen         | Bruno Risi                     |
| 24  | 2008 | Hasselt            | Bruno Risi                     |
| 25  | 2008 | Torino             | Bruno Risi                     |
| 26  | 2008 | Firenzuola         | Bruno Risi                     |
| 27  | 2009 | Tilburg            | Tristan Marguet                |
| 28  | 2009 | Fiorenzuola        | Alexander Aeschbach            |
| 29  | 2009 | Grenoble           | Luke Roberts                   |
| 30  | 2009 | München            | Bruno Risi                     |
| 31  | 2009 | Zürich             | Bruno Risi                     |
| 32  | 2010 | Bremen             | Bruno Risi                     |
| 33  | 2010 | Grenoble           | Alexander Aeschbach            |
| 34  | 2011 | Zürich             | Iljo Keisse                    |
| 35  | 2012 | Bassano del Grappa | Elia Viviani                   |
| 36  | 2012 | Fiorenzuola        | Tristan Marguet                |
| 37  | 2013 | Bremen             | Marcel Kalz                    |
| 38  | 2013 | Bassano del Grappa | Marcolina Piergiac             |

| Aantal | Samen met |
| ------ | --- |
| 20     | - Bruno Risi                                                                                                  |
| 8      | - Alexander Aeschbach                                                                                         |
| 2      | - Luis Hernández - Tristan Marquet                                                                            |
| 1      | - Kurt Betschart - Marco Villa - Luke Roberts - Iljo Keisse - Elia Viviani - Marcel Kalz - Marcolina Piergiac |

### Piste
| Jaar | ZK                                                       | EK                 | WK                  | Overig                 |
| ---- | -------------------------------------------------------- | ------------------ | ------------------- | ---------------------- |
| 1997 | Puntenkoers                                              |                    |                     |                        |
| 1998 | Achtervolging, Puntenkoers                               |                    |                     |                        |
| 1999 | Achtervolging, Puntenkoers, 1KM                          |                    |                     | WB Mexico: Puntenkoers |
| 2000 | Achtervolging                                            |                    |                     |                        |
| 2001 | 1KM, Achtervolging                                       | Omnium             |                     |                        |
| 2002 | Achtervolging, Puntenkoers                               | Omnium             | Scratch             | WB Montery: Scratch    |
| 2003 | (Ploegen)Achtervolging, Puntenkoers, Scratch, 1KM        | Omnium             | Ploegkoers, Scratch | 3daagse Aigle          |
| 2004 | Achtervolging, Scratch, 1KM, Puntenkoers                 | Ploegkoers         | Ploegkoers          | Pais Vasco: Ploegkoers |
| 2005 | Achtervolging, Puntenkoers, Scratch, 1KM                 |                    |                     |                        |
| 2006 | Achtervolging, Ploegkoers, Scratch, Puntenkoers          | Ploegkoers, Omnium |                     |                        |
| 2007 | Ploegkoers, Achtervolging, 1KM                           |                    | Ploegkoers          | 3daagse Aigle          |
| 2008 | (Ploegen)Achtervolging, Ploegkoers, Scratch, Puntenkoers |                    |                     |                        |
| 2009 | (Ploegen)Achtervolging, Puntenkoers, Ploegkoers, Scratch |                    |                     | 3daagse Aigle          |
| 2010 | Puntenkoers, Ploegkoers, Scratch, Achtervolging, 1KM     |                    |                     |                        |
| 2011 | Puntenkoers, Scratch, 1KM                                |                    |                     |                        |
| 2012 | Omnium, 1KM                                              |                    |                     |                        |
| 2013 |                                                          |                    |                     | Melbourne: Ploegkoers  |

### Weg
2003
- Criterium Oberriet
- Corso Mestre (individuele tijdrit)

2004
- 5e etappe Ronde van El Salvador
- Corso Mestre (individuele tijdrit)

2005
- Proloog Ronde van El Salvador
- 2e etappe Ronde van El Salvador
- 5e etappe Ronde van El Salvador
- 6e etappe Ronde van El Salvador
- Corso Mestre (individuele tijdrit)
- Criterium Horgen
- Cape Argus Sanlam Cycle Tour

2008
- Criterium Breite

2009
- 3e etappe Tour de la Nouvelle-Calédonie